# 长蒴杜鹃
长蒴杜鹃（学名：Rhododendron stenaulum）为杜鹃花科杜鹃花属下的一个种。

## 扩展阅读
- 維基物種上的相關：长蒴杜鹃